# Agoncillo
Agoncillo ist eine philippinische Stadtgemeinde in der Provinz Batangas.

## Geografie
Die Stadtgemeinde liegt 120 km südlich von Manila und ist von dort auf dem R. Diokno Highway, der über den Tagaytay-Pass führt, zu erreichen. Sie liegt 32 km von der Provinzhauptstadt Batangas City entfernt. Im Osten grenzt das Gebiet Stadtgemeinde in einer Länge von ungefähr 10 km an das Ufer des Taalsees. Im Süden grenzt die Stadtgemeinde an San Nicolas, der Fluss Pansipit bildet die Grenze zu Lemery im Westen und Laurel im Norden.

## Geschichte
Die Stadtgemeinde Agoncillo war ursprünglich ein Teil der Stadtgemeinde Lemery. 1945 wurde vom ersten eingesetzten Bürgermeister Jacinto Mendoza ein Exekutivkomitee gebildet das einen Beschluss vorbereitete, den Innenminister zu ersuchen über die Provinzkommission 11 Ortsteile von Lemery loszulösen und eine eigenständige Stadtgemeinde zu bilden.
Durch Inkraftsetzung einer Ausführungsanordnung des damaligen Präsidenten Elpidio Quirino wurde die Stadtgemeinde Pansipit gebildet. Allerdings verabschiedete der Rat der Stadtgemeinde Lemery einen Beschluss zur Aufhebung des besagten Gründung der Stadtgemeinde Pansipit.
Letztlich wurde am 17. April 1949 von Präsident Elpidio Quirino die Ausführungsanordnung Nr. 212 herausgegeben, die die Suspendierung aufhob und die sofortige Bildung einer Stadtgemeinde unter dem Namen Agoncillo genehmigte. Der Name wurde zu Ehren von Don Felipe Agoncillo gewählt. Don Felipe Agoncillo war ein Einwohner Taals und gilt als der ersten philippinischen Repräsentanten Diplomat.

## Politik
Die gegenwärtige Regierung der Stadtgemeinde wurde 2007 gewählt, ihre Amtsperiode endet 2010. Bürgermeister ist Glorioso R. Martinez.

## Baranggays
Agoncillo ist politisch unterteilt in 21 Baranggays.
| - Adia - Bagong Sikat - Balangon - Banyaga - Bilibinwang - Bangin - Barigon - Coral Na Munti - Guitna - Mabini - Pamiga | - Panhulan - Pansipit - Poblacion - Pook - San Jacinto - San Teodoro - Santa Cruz - Santo Tomas - Subic Ibaba - Subic Ilaya |